# Ясная Поляна (Калачинский район)
Я́сная Поля́на — деревня Калачинского района Омской области России. Входит в состав Глуховского сельского поселения.

## География
Деревня находится на расстоянии 18 км к северо-востоку от города Калачинск, административного центра района

### Часовой пояс
Деревня Ясная Поляна, как и вся Омская область, находится в часовой зоне МСК+3. Смещение применяемого времени относительно UTC составляет +6:00..

## История
Основана в 1893 году. В 1928 году состояла из 171 хозяйства, основное население — украинцы. В административном отношении деревня являлась центром Яснополянского сельсовета Калачинского района Омского округа Сибирского края.

## Население
| 2002 | 2010 |
| ---- | ---- |
| 101  | ↘56  |

## Известные уроженцы
- Шакуев, Василий Бембеевич (род. 1955) — советский и российский поэт и журналист.